# Davis Cup 2012
2012 wurde der Davis Cup zum 101. Mal ausgetragen. 16 Mannschaften spielten in der Weltgruppe um den Titel. Titelverteidiger war Spanien, dessen Mannschaft 2011 Argentinien mit 3:1 bezwingen und sich zum insgesamt fünften Mal in die Siegerliste eintragen konnte. Den Spaniern gelang erneut der Finaleinzug, in Prag unterlagen sie jedoch Gastgeber Tschechien mit 2:3. Für Tschechien war es der erste Titelgewinn; 1980 gewann die Tschechoslowakei das einzige Mal den Titel.

## Teilnehmer

### Weltgruppe
| - Argentinien - Deutschland - Frankreich - Italien | - Japan - Kanada - Kasachstan - Kroatien | - Österreich - Russland - Schweden - Schweiz | - Serbien - Spanien - Tschechische Republik - USA |

### Kontinentalgruppe I

#### Amerikazone
| - Brasilien - Chile | - Ecuador - Kolumbien | - Peru - Uruguay |  |

#### Europa-/Afrikazone
| - Belgien - Israel - Dänemark | - Finnland - Niederlande - Portugal | - Rumänien - Slowakei - Slowenien | - Südafrika - Großbritannien |

#### Ozeanien-/Asienzone
| - Australien - Usbekistan | - Indien - Neuseeland | - Südkorea - Chinese Taipei | - Volksrepublik China |

### Kontinentalgruppe II

#### Amerikazone
| - Paraguay - Barbados | - Venezuela - Mexiko | - El Salvador - Bolivien | - Puerto Rico - Dominikanische Republik |

#### Europa-/Afrikazone
| - Ukraine - Monaco - Zypern - Luxemburg | - Irland - Ungarn - Lettland - Madagaskar | - Ägypten - Belarus - Moldawien - Polen | - Türkei - Bosnien-Herzegowina - Estland - Marokko |

#### Ozeanien-/Asienzone
| - Philippinen - Thailand | - Pakistan - Libanon | - Hongkong - Indonesien | - Sri Lanka - Ozeanien |

### Kontinentalgruppe III

#### Amerikazone
| - Aruba - Bahamas - Costa Rica - Panama - Jamaika | - Amerikanische Jungferninseln - Haiti 1 - Guatemala 1 - Honduras - Trinidad und Tobago |

#### Europa
| - Litauen 1 - Andorra - Georgien - Bulgarien 1 | - Albanien - San Marino - Griechenland - Norwegen | - Mazedonien - Armenien - Island - Montenegro | - Malta |

#### Afrikazone
| - Nigeria - Tunesien 1 - Algerien | - Benin 1 - Elfenbeinküste - Simbabwe | - Namibia - Kenia - Ghana |

#### Ozeanien-/Asienzone
| - Malaysia - Syrien 1 | - Oman - Bangladesch | - Vietnam - Kuwait 1 | - Iran - Kirgisistan |

### Kontinentalgruppe IV

#### Ozeanien-/Asienzone
| - Katar - Kambodscha 1 - Saudi-Arabien - Bahrain - Jordanien | - Turkmenistan - Singapur - Irak - Myanmar - Vereinigte Arabische Emirate 1 |

## Das Turnier

### Weltgruppe
|  | 1. Runde 10.–12. Februar | 1. Runde 10.–12. Februar | 1. Runde 10.–12. Februar |                    |                       | Viertelfinale 6.–8. April | Viertelfinale 6.–8. April | Viertelfinale 6.–8. April |  |  | Halbfinale 14.–16. September | Halbfinale 14.–16. September | Halbfinale 14.–16. September |  |  | Finale 16.–18. November | Finale 16.–18. November | Finale 16.–18. November |
|  |                          |                          |                          |                    |                       |                           |                           |                           |  |  |                              |                              |                              |  |  |                         |                         |                         |
|  | Spanien                  | Spanien                  | 5                        |                    |                       |                           |                           |                           |  |  |                              |                              |                              |  |  |                         |                         |                         |
|  | Kasachstan               | Kasachstan               | 0                        |                    |                       |                           |                           |                           |  |  |                              |                              |                              |  |  |                         |                         |                         |
|  | Kasachstan               | Kasachstan               | 0                        | Spanien            | Spanien               | 4                         |                           |                           |  |  |                              |                              |                              |  |  |                         |                         |                         |
|  |                          |                          |                          | Spanien            | Spanien               | 4                         |                           |                           |  |  |                              |                              |                              |  |  |                         |                         |                         |
|  |                          |                          | Osterreich               | Österreich         | 1                     |                           |                           |                           |  |  |                              |                              |                              |  |  |                         |                         |                         |
|  | Russland                 | Russland                 | Osterreich               | Österreich         | 1                     | 2                         |                           |                           |  |  |                              |                              |                              |  |  |                         |                         |                         |
|  | Russland                 | Russland                 |                          |                    |                       | 2                         |                           |                           |  |  |                              |                              |                              |  |  |                         |                         |                         |
|  | Osterreich               | Österreich               | 3                        |                    |                       |                           |                           |                           |  |  |                              |                              |                              |  |  |                         |                         |                         |
|  | Osterreich               | Österreich               | 3                        | Spanien            | Spanien               | 3                         |                           |                           |  |  |                              |                              |                              |  |  |                         |                         |                         |
|  |                          |                          |                          | Spanien            | Spanien               | 3                         |                           |                           |  |  |                              |                              |                              |  |  |                         |                         |                         |
|  |                          | Vereinigte Staaten       | Vereinigte Staaten       | 1                  |                       |                           |                           |                           |  |  |                              |                              |                              |  |  |                         |                         |                         |
|  | Frankreich               | Vereinigte Staaten       | Vereinigte Staaten       | 1                  | Frankreich            | 4                         |                           |                           |  |  |                              |                              |                              |  |  |                         |                         |                         |
|  | Frankreich               |                          |                          |                    | Frankreich            | 4                         |                           |                           |  |  |                              |                              |                              |  |  |                         |                         |                         |
|  | Kanada                   | Kanada                   | 1                        |                    |                       |                           |                           |                           |  |  |                              |                              |                              |  |  |                         |                         |                         |
|  | Kanada                   | Kanada                   | 1                        | Frankreich         | Frankreich            | 2                         |                           |                           |  |  |                              |                              |                              |  |  |                         |                         |                         |
|  |                          |                          |                          | Frankreich         | Frankreich            | 2                         |                           |                           |  |  |                              |                              |                              |  |  |                         |                         |                         |
|  |                          |                          | Vereinigte Staaten       | Vereinigte Staaten | 3                     |                           |                           |                           |  |  |                              |                              |                              |  |  |                         |                         |                         |
|  | Vereinigte Staaten       | Vereinigte Staaten       | Vereinigte Staaten       | Vereinigte Staaten | 3                     | 5                         |                           |                           |  |  |                              |                              |                              |  |  |                         |                         |                         |
|  | Vereinigte Staaten       | Vereinigte Staaten       |                          |                    |                       |                           |                           |                           |  |  |                              |                              |                              |  |  |                         |                         |                         |
|  | Schweiz                  | Schweiz                  | 0                        |                    |                       |                           |                           |                           |  |  |                              |                              |                              |  |  |                         |                         |                         |
|  | Schweiz                  | Schweiz                  | 0                        | Spanien            | Spanien               | 2                         |                           |                           |  |  |                              |                              |                              |  |  |                         |                         |                         |
|  |                          |                          |                          |                    |                       |                           |                           |                           |  |  |                              |                              |                              |  |  |                         |                         |                         |
|  |                          | Tschechien               | Tschechische Republik    | 3                  |                       |                           |                           |                           |  |  |                              |                              |                              |  |  |                         |                         |                         |
|  | Italien                  | Tschechien               | Tschechische Republik    | 3                  | Italien               | 1                         |                           |                           |  |  |                              |                              |                              |  |  |                         |                         |                         |
|  | Italien                  |                          |                          |                    | Italien               | 1                         |                           |                           |  |  |                              |                              |                              |  |  |                         |                         |                         |
|  | Tschechien               | Tschechische Republik    | 4                        |                    |                       |                           |                           |                           |  |  |                              |                              |                              |  |  |                         |                         |                         |
|  | Tschechien               | Tschechische Republik    | 4                        | Tschechien         | Tschechische Republik | 4                         |                           |                           |  |  |                              |                              |                              |  |  |                         |                         |                         |
|  |                          |                          |                          | Tschechien         | Tschechische Republik | 4                         |                           |                           |  |  |                              |                              |                              |  |  |                         |                         |                         |
|  |                          |                          | Serbien                  | Serbien            | 1                     |                           |                           |                           |  |  |                              |                              |                              |  |  |                         |                         |                         |
|  | Schweden                 | Schweden                 | Serbien                  | Serbien            | 1                     | 1                         |                           |                           |  |  |                              |                              |                              |  |  |                         |                         |                         |
|  | Schweden                 | Schweden                 |                          |                    |                       | 1                         |                           |                           |  |  |                              |                              |                              |  |  |                         |                         |                         |
|  | Serbien                  | Serbien                  | 4                        |                    |                       |                           |                           |                           |  |  |                              |                              |                              |  |  |                         |                         |                         |
|  | Serbien                  | Serbien                  | 4                        | Tschechien         | Tschechische Republik | 3                         |                           |                           |  |  |                              |                              |                              |  |  |                         |                         |                         |
|  |                          |                          |                          | Tschechien         | Tschechische Republik | 3                         |                           |                           |  |  |                              |                              |                              |  |  |                         |                         |                         |
|  |                          | Argentinien              | Argentinien              | 2                  |                       |                           |                           |                           |  |  |                              |                              |                              |  |  |                         |                         |                         |
|  | Japan                    | Argentinien              | Argentinien              | 2                  | Japan                 | 2                         |                           |                           |  |  |                              |                              |                              |  |  |                         |                         |                         |
|  | Japan                    |                          |                          |                    |                       |                           |                           |                           |  |  |                              |                              |                              |  |  |                         |                         |                         |
|  | Kroatien                 | Kroatien                 | 3                        |                    |                       |                           |                           |                           |  |  |                              |                              |                              |  |  |                         |                         |                         |
|  | Kroatien                 | Kroatien                 | 3                        | Kroatien           | Kroatien              | 1                         |                           |                           |  |  |                              |                              |                              |  |  |                         |                         |                         |
|  |                          |                          |                          | Kroatien           | Kroatien              | 1                         |                           |                           |  |  |                              |                              |                              |  |  |                         |                         |                         |
|  |                          |                          | Argentinien              | Argentinien        | 4                     |                           |                           |                           |  |  |                              |                              |                              |  |  |                         |                         |                         |
|  | Deutschland              | Deutschland              | Argentinien              | Argentinien        | 4                     | 1                         |                           |                           |  |  |                              |                              |                              |  |  |                         |                         |                         |
|  | Deutschland              | Deutschland              |                          |                    |                       |                           |                           |                           |  |  |                              |                              |                              |  |  |                         |                         |                         |
|  | Argentinien              | Argentinien              | 4                        |                    |                       |                           |                           |                           |  |  |                              |                              |                              |  |  |                         |                         |                         |

#### Achtelfinale
| Datum           | Heimmannschaft | Ergebnis | Gastmannschaft     | Ort             |
| --------------- | -------------- | -------- | ------------------ | --------------- |
| 10.–12. Februar | Spanien        | 5:0      | Kasachstan         | Oviedo          |
| 10.–12. Februar | Österreich     | 3:2      | Russland           | Wiener Neustadt |
| 10.–12. Februar | Kanada         | 1:4      | Frankreich         | Vancouver       |
| 10.–12. Februar | Schweiz        | 0:5      | Vereinigte Staaten | Fribourg        |
| 10.–12. Februar | Tschechien     | 4:1      | Italien            | Ostrava         |
| 10.–12. Februar | Serbien        | 4:1      | Schweden           | Niš             |
| 10.–12. Februar | Japan          | 2:3      | Kroatien           | Hyōgo           |
| 10.–12. Februar | Deutschland    | 1:4      | Argentinien        | Bamberg         |

#### Viertelfinale
| Datum       | Heimmannschaft | Ergebnis | Gastmannschaft     | Ort                   |
| ----------- | -------------- | -------- | ------------------ | --------------------- |
| 6.–8. April | Spanien        | 4:1      | Österreich         | Oropesa del Mar       |
| 6.–8. April | Frankreich     | 2:3      | Vereinigte Staaten | Roquebrune-Cap-Martin |
| 6.–8. April | Tschechien     | 4:1      | Serbien            | Prag                  |
| 6.–8. April | Argentinien    | 4:1      | Kroatien           | Buenos Aires          |

#### Halbfinale
| Datum             | Heimmannschaft | Ergebnis | Gastmannschaft     | Ort          |
| ----------------- | -------------- | -------- | ------------------ | ------------ |
| 14.–16. September | Spanien        | 3:1      | Vereinigte Staaten | Gijón        |
| 14.–16. September | Argentinien    | 2:3      | Tschechien         | Buenos Aires |

#### Finale
| Tschechien                                                                        | Finale | Spanien                                                                              |
| --------------------------------------------------------------------------------- | --- | ------------------------------------------------------------------------------------ |
| Team Tomáš Berdych Radek Štěpánek Lukáš Rosol Ivo Minář Kapitän Jaroslav Navrátil | Datum: 16. bis 18. November 2012 Ort: O₂ Arena, Prag (Tschechien) Belag: Hartplatz (Halle) Ball Typ: Head ATP \| Freitag, 16. November 2012 \| \| \| \| Radek Štěpánek \| 3:6, 4:6, 4:6 \| David Ferrer \| \| Tomáš Berdych \| 6:3, 3:6, 6:3, 6:75, 6:3 \| Nicolás Almagro \| \| Samstag, 17. November 2012 \| \| \| \| Radek Štěpánek Tomáš Berdych \| 3:6, 7:5, 7:5, 6:3 \| Marc López Marcel Granollers \| \| Sonntag, 18. November 2012 \| \| \| \| Tomáš Berdych \| 2:6, 3:6, 5:7 \| David Ferrer \| \| Radek Štěpánek \| 6:4, 7:60, 3:6, 6:3 \| Nicolás Almagro \| Resultat: 3:2 | Team David Ferrer Nicolás Almagro Marc López Marcel Granollers Kapitän Àlex Corretja |
| Freitag, 16. November 2012                                                        | |                                                                                      |
| Radek Štěpánek                                                                    | 3:6, 4:6, 4:6 | David Ferrer                                                                         |
| Tomáš Berdych                                                                     | 6:3, 3:6, 6:3, 6:75, 6:3 | Nicolás Almagro                                                                      |
| Samstag, 17. November 2012                                                        | |                                                                                      |
| Radek Štěpánek Tomáš Berdych                                                      | 3:6, 7:5, 7:5, 6:3 | Marc López Marcel Granollers                                                         |
| Sonntag, 18. November 2012                                                        | |                                                                                      |
| Tomáš Berdych                                                                     | 2:6, 3:6, 5:7 | David Ferrer                                                                         |
| Radek Štěpánek                                                                    | 6:4, 7:60, 3:6, 6:3 | Nicolás Almagro                                                                      |

### Kontinentalgruppe I

#### Amerikazone

##### Erste Runde
| Datum           | Heimmannschaft | Ergebnis | Gastmannschaft | Spielort   |
| --------------- | -------------- | -------- | -------------- | ---------- |
| 10.–12. Februar | Uruguay        | 3:1      | Peru           | Montevideo |
| 10.–12. Februar | Ecuador        | 1:4      | Kolumbien      | Salinas    |

- Chile und Brasilien hatten in der ersten Runde jeweils ein Freilos

##### Zweite Runde
| Datum       | Heimmannschaft | Ergebnis | Gastmannschaft | Spielort              |
| ----------- | -------------- | -------- | -------------- | --------------------- |
| 6.–8. April | Uruguay        | 1:3      | Chile          | Montevideo            |
| 6.–8. April | Brasilien      | 4:1      | Kolumbien      | São José do Rio Preto |

- Chile und Brasilien qualifizierten sich für die Relegation zur Weltgruppe

#### Europa-/Afrikazone

##### Erste Runde
| Datum           | Heimmannschaft | Ergebnis | Gastmannschaft | Spielort        |
| --------------- | -------------- | -------- | -------------- | --------------- |
| 10.–12. Februar | Großbritannien | 3:2      | Slowakei       | Glasgow         |
| 10.–12. Februar | Niederlande    | 5:0      | Finnland       | s'Hertogenbosch |
| 10.–12. Februar | Slowenien      | 5:0      | Dänemark       | Velenje         |

- Israel, Portugal, Belgien, Rumänien und Südafrika hatten in der ersten Runde jeweils ein Freilos

##### Zweite Runde
| Datum       | Heimmannschaft | Ergebnis | Gastmannschaft | Spielort        |
| ----------- | -------------- | -------- | -------------- | --------------- |
| 6.–8. April | Israel         | 3:2      | Portugal       | Ramat haScharon |
| 6.–8. April | Großbritannien | 1:4      | Belgien        | Glasgow         |
| 6.–8. April | Niederlande    | 5:0      | Rumänien       | Amsterdam       |
| 6.–8. April | Südafrika      | 4:1      | Slowenien      | Johannesburg    |

- Israel, Belgien, Südafrika und die Niederlande qualifizierten sich für die Relegation zur Weltgruppe

#### Ozeanien-/Asienzone

##### Erste Runde
| Datum           | Heimmannschaft | Ergebnis | Gastmannschaft      | Spielort |
| --------------- | -------------- | -------- | ------------------- | -------- |
| 10.–12. Februar | Neuseeland     | 2:3      | Usbekistan          | Tauranga |
| 10.–12. Februar | Südkorea       | 4:1      | Chinesisch Taipeh   | Gimcheon |
| 10.–12. Februar | Australien     | 5:0      | Volksrepublik China | Geelong  |

- Indien hatte in der ersten Runde ein Freilos

##### Zweite Runde
| Datum       | Heimmannschaft | Ergebnis | Gastmannschaft | Spielort   |
| ----------- | -------------- | -------- | -------------- | ---------- |
| 6.–8. April | Usbekistan     | 3:2      | Indien         | Namangan   |
| 6.–8. April | Australien     | 5:0      | Südkorea       | Queensland |

- Usbekistan und Australien qualifizierten sich für die Relegation zur Weltgruppe

### Weltgruppen-Relegation
| Datum             | Heimmannschaft | Ergebnis | Gastmannschaft | Ort                   |
| ----------------- | -------------- | -------- | -------------- | --------------------- |
| 14.–16. September | Kasachstan     | 3:1      | Usbekistan     | Astana                |
| 14.–16. September | Deutschland    | 3:2      | Australien     | Hamburg               |
| 14.–16. September | Japan          | 2:3      | Israel         | Tokio                 |
| 14.–16. September | Belgien        | 5:0      | Schweden       | Brüssel               |
| 14.–16. September | Kanada         | 4:1      | Südafrika      | Montreal              |
| 14.–16. September | Brasilien      | 3:0      | Russland       | São José do Rio Preto |
| 14.–16. September | Italien        | 4:1      | Chile          | Neapel                |
| 14.–16. September | Niederlande    | 2:3      | Schweiz        | Amsterdam             |

- Aufsteiger in die Weltgruppe waren Israel (aus Europa/Afrika), Belgien (aus Europa/Afrika) und Brasilien (aus Amerika)
- Absteiger aus der Weltgruppe waren Japan (nach Ozeanien/Asien), Schweden (nach Europa/Afrika) und Russland (nach Europa/Afrika)